# Harriet the Spy
Harriet the Spy (bra: A Pequena Espiã; prt: Harriet, a Pequena Espia) é um filme estadunidense de 1996, dos gêneros comédia dramático-infantil e espionagem, dirigido por Bronwen Hughes, com roteiro de Douglas Petrie e Theresa Rebeck baseado no romance Harriet the Spy, de Louise Fitzhugh.

## Sinopse
Harriet tem 11 anos e vontade de se tornar uma grande escritora de espionagem, e para isso ela começa a anotar segredos das colegas em seu diário. Ela só não contava que esse diário cairia nas mãos justamente da menina mais malvada da classe.

## Elenco
- Michelle Trachtenberg como Harriet M. Welsch
- Gregory Smith como Simon "Sport" Rocque
- Charlotte Sullivan como Marion Hawthorne
- Vanessa Lee Chester como Jane "Janie" Gibbs
- J. Smith-Cameron como Mrs. Welsch
- Robert Joy como Mr. Welsch
- Rosie O'Donnell como Ole Golly
- Eartha Kitt como Agatha K. Plummer
- James Gilfillan como Archie Simmons
- Gerry Quigley como pai do Sport
- Dov Tiefenbach como Garoto das meias roxas
- Teisha Kim como Rachel Hennessy
- Cecilley Caroll como Beth Ellen Hansen
- Nina Shock como Carrie Andrews
- Connor Devitt como Pinky Whitehead
- Alisha Morrison como Laura Peters
- Nancy Beatty como Miss Elson
- Jackie Richardson como mãe da Janie
- Roger Clown como Dr. Wagner